# دون بانفيلد
دون بانفيلد هو نقابي وسياسي أسترالي، ولد في 16 سبتمبر 1916، وتوفي في 6 يونيو 2014 في جنوب أستراليا في أستراليا. نشط حزبياً في حزب العمال الأسترالي (فرع جنوب أستراليا) ‏. وقد انتخب عضو المجلس التشريعي لجنوب أستراليا ‏ وقد انضم خلال فترته النيابية ‏ (12 يوليو 1975 – 14 سبتمبر 1979) للكتلة البرلمانية حزب العمال الأسترالي (فرع جنوب أستراليا) ‏ وفي 1965 South Australian state election ‏، انتخب عضو المجلس التشريعي لجنوب أستراليا ‏ عن دائرة Central District No. 1 (South Australian Legislative Council) ‏ وقد انضم خلال فترته النيابية ‏ (6 مارس 1965 – 11 يوليو 1975) للكتلة البرلمانية حزب العمال الأسترالي (فرع جنوب أستراليا) ‏.